# Harold Chapin
Harold Chapin (* 15. Februar 1886 in Brooklyn; † 26. September 1915 bei Loos) war ein englischer Schauspieler und Dramatiker.
Chapin kam 1888 mit seiner Mutter, der Schauspielerin Alice Josephine Chapin, nach Europa. An ihrer Seite hatte er 1893 seinen ersten Bühnenauftritt beim Shakespeare-Festival in Stratford-upon-Avon als Marcus in Shakespeares Coriolanus. Aus dieser Zeit stammt auch sein erster dramatischer Versuch, die Minstrel Show False Colours, die den Moore and Burgess Minstrels zugedacht war. Von 1895 bis 1902 besuchte er die North London Collegiate School, die Norwich Grammar School und die University College School.
Von 1903 bis 1905 gehörte er der Company von Vincent Crummles an. Er schrieb in dieser Zeit auch Gedichte und verfasste das Libretto zu einer komischen Oper The Kings in Ireland. In den folgenden Jahren trat er u. a. am Theatre Royal Drury Lane, am Adelphi Theatre und am Lyceum Theatre auf, und 1908 wurde er Mitglied des Managements des Duke of York’s Theatre um Charles Frohman. Hier hatte er seinen ersten großen Erfolg als Schauspieler in J. M. Barries Stück What Every Woman Knows und in John Galsworthys Strife.
1910 trat er in der Regie von Lewis Casson an der Seite von Sybil Thorndike in seinem Stück The Marriage of Columbine am Royal Court Theatre auf. Im gleichen Jahr heiratete er die Schauspielerin Calypso Valetta. 1911 übernahm er mit Harley Granville Barker die Leitung des Kingsway Theatre (heute Novelty Theatre). 1912–13 kamen seine bedeutendsten Stücke auf die Bühne: Art and Opportunity (Prince of Wales's Theatre mit Marie Tempest), Elaine (Gaiety Theatre, unter Leitung von Lewis Casson und Annie Horniman) und The Dumb and the Blind.
Nach Ausbruch des Ersten Weltkrieges meldete sich Chapin im September 1914 zum Royal Army Medical Corps, wo er bis zum Rang eines Lance Corporal befördert wurde. Seit März 1915 war er an der Westfront eingesetzt, wo er am 26. September in der Schlacht bei Loos fiel.

## Werke
- Augustus in Search of a Father
- The Marriage of Columbine
- Muddle Annie
- The Autocrat of the Coffee Stall
- Innocent and Annabel
- The Dumb and the Blind
- The Threshold
- Elaine
- Art & Opportunity
- Wonderful Grandmama
- The New Morality
- It's the Poor that 'Elps the Poor
- Every Man for His Own
- Dropping the Baby
- The Philosopher of Butterbiggins
- The Well Made Dress Coat